# Sacisaurus
Sacisaurus agudoensis es un género extinto de dinosauromorfo perteneciente a la familia de los silesáuridos que vivió en el sur de Brasil hace 220 millones de años, en el período Triásico. El nombre científico de la especie, agudoensis es en referencia a la ciudad cerca de dónde se encontró a Sacisaurus, Agudo, y el del género es un homenaje a Sací, famosa figura del folclore brasileño.

## Características
Sacisaurus medía unos 1,5 metros de largo y 70 centímetros de altura. Sus piernas largas y fuertes indican que era un animal rápido. Según el paleontólogo Jorge Ferigolo, de la Fundación Zoobotánica de Rio Grande do Sul, los dientes más grandes de la especie miden 3 milímetros.
La mandíbula bien conservada indica que el Sacisaurus tenía una boca especializada en masticar plantas, lo que indica una alimentación herbívora. Una de sus características más interesantes es el "pico" curvo y sin dientes, formado por el hueso predental. En Sacisaurus, este hueso es doble, que consiste isquion. Sacisaurus está a medio camino de la formación del predentario.
A través del análisis cladístico de algunas de sus particularidades morfológicas, se ha determinado que su pariente más cercano puede ser Diodorus.

## Historia
En 2000, el paleontólogo Jorge Ferigolo casi pasó inadvertidamente a lado de un hueso que surgió de un afloramiento en una roca en la localidad de Agudo, ubicada en el estado brasileño de Rio Grande do Sul. En un principio, no sabía que había algún fósil allí. Tras el inicio de las excavaciones, se encontró una mandíbula, y la continuación de los trabajos llevó a descubrir los huesos desarticulados de varios individuos. Con una curiosidad: 19 fémures derechos y ninguno izquierdo. No se sabe por qué, pero fue por esta peculiaridad de se le dio el nombre de Sací al espécimen.
A partir de 50 huesos, los científicos fueron capaces de montar un esqueleto e imaginar cómo habría vivido. El fósil fue presentado por primera vez en el 2º Congreso Latinoamericano de Paleontología de Vertebrados en 2005.
Debido a su anatomía diferente a la de cualquier los ornitisquios (un grupo de dinosaurios en el que fue incluido inicialmente), el artículo científico firmado por Jorge Ferigolo y Max Langer (USP Ribeirão Preto) fue rechazado dos veces antes de ser aceptados para su publicación en la revista Historical Biology.
Después de que el trabajo de los científicos de São Paulo y Rio Grande do Sul, el anuncio del descubrimiento de la nueva especie se realizó el 1 de noviembre de 2006 en la Universidad de São Paulo de Ribeirão Preto, donde se identificaron los huesos, además de ser publicado en la revista británica Historical Biology: el Journal of Paleobiology el 30 de octubre de 2006.

## Reclasificación
Un estudio realizado en la Universidad de São Paulo por Ribeirão Preto reveló que el animal no era un dinosaurio, sino un reptil de un linaje diferente linajes, aunque aún vinculado a los antepasados de los dinosaurios. El hecho de poseer un hueso predentario y dientes adaptados al consumo de plantas parecía sugerir que Sacisaurus era miembro de los ornitisquios primitivos, uno de los principales grupos de dinosaurios.
Un nuevo examen de la fósil, sin embargo, sugirió que el Sacisaurus no es en realidad un dinosaurio. Y responsable de esta declaración sobre Sacisaurus fue un alumno de los descubridores del fósil. "Para mi desgracia, tengo que asumir que hay algo más", dice Max Langer, uno de los descubridores de Sacisaurus.
Jonathan Bittencourt, estudiante de doctorado, presentó las conclusiones que condujeron a la reclasificación de la criatura durante el 7º Simposio Brasileño de Paleontología de Vertebrados, en Río. En su tesis analizó la genealogía de los dinosaurios más antiguos que vivieron cerca de 220 millones de años. Encontró que la mandíbula y los dientes de Sacisaurus evolucionó de forma independiente de los ornitisquios. Esto indica que pertenece a un grupo distinto de los reptiles.
Sus investigaciones, sugiere que dos dinosaurios primitivos de Brasil (de aproximadamente 1 m) son los antepasados de la mayoría de las especies que surgieron después: Guaibasaurus para los dinosaurios carnívoros más primitivos, y Saturnalia entre los primeros herbívoros de cuello largo.